# Hemorrhage (In My Hands)
«Hemorrhage (In My Hands)» es el primer sencillo grabada por la banda de rock estadounidense Fuel, de su segundo álbum, Something Like Human. La canción ha superado "Shimmer" de ser el mayor éxito de Fuel hasta la fecha. El sencillo fue #1 durante 12 semanas en los EE. UU. Modern Rock Tracks Chart y es la canción más exitosa de la banda hasta la fecha. Una versión acústica es una pista adicional en la edición especial. También alcanzó el número 2 en la lista Mainstream Rock Tracks chart, también su nivel más alto única de gráficos en la lista.
La canción fue también de la revista Billboard #5 canción de rock de la década de acuerdo a su mejor de la lista de 2000 de Rock Songs.

## Información de la pista
La canción fue compuesta por Carl Bell. Se reunió con gran interés por parte de los aficionados al rock, porque pasó doce semanas en la cima de la lista Billboard Modern Rock Tracks (entonces conocido como los "Modern Rock Tracks"). Es ampliamente reconocido como el más popular grupo único de combustible, que también se asocia con el alcanzado en la lista Billboard Hot 100 de entrada # 30.
La sección de cuerda que figuran en la versión eléctrica fue organizada por David Campbell.
El vídeo musical fue dirigido por Nigel Dick.

## Lista de canciones
1. «Hemorrhage (In My Hands)»
2. «Easy»
3. «Stripped Away»
4. «Going to California» (Jimmy Page, Robert Plant)

## Apariciones
- La canción aparece en el juego Karaoke Revolution Presents: American Idol Encore.
- Chris Daughtry realizó esta canción en American Idol como concursante a principios de 2006.[2][3][2]